# Gulnäbbad häger
Gulnäbbad häger (Ardea brachyrhyncha) är en afrikansk fågelart i familjen hägrar inom ordningen pelikanfåglar. Den behandlades tidigare som underart till mellanhäger (A. intermedia), men urskiljs allt oftare som egen art.

## Utseende
Gulnäbbad häger är en medelstor (65–72 cm), helvit häger, mitt emellan silkeshäger och ägretthäger i storlek. Den skiljer sig från asiatiska mellanhägern genom i häckningsdräkt gul och skär näbb istället för svart, mycket mindre inslag av gult på tygeln och i ansiktet samt är rödaktig istället för svart på övre delen benen. Märkligt nog är den, trots det geografiska avståndet, mer lik australiensiska plymhägern, men denna är mindre, har längre näbb, avvikande läten och en annorlunda uppvaktningsceremoni där den drar in huvudet mot bröstet.

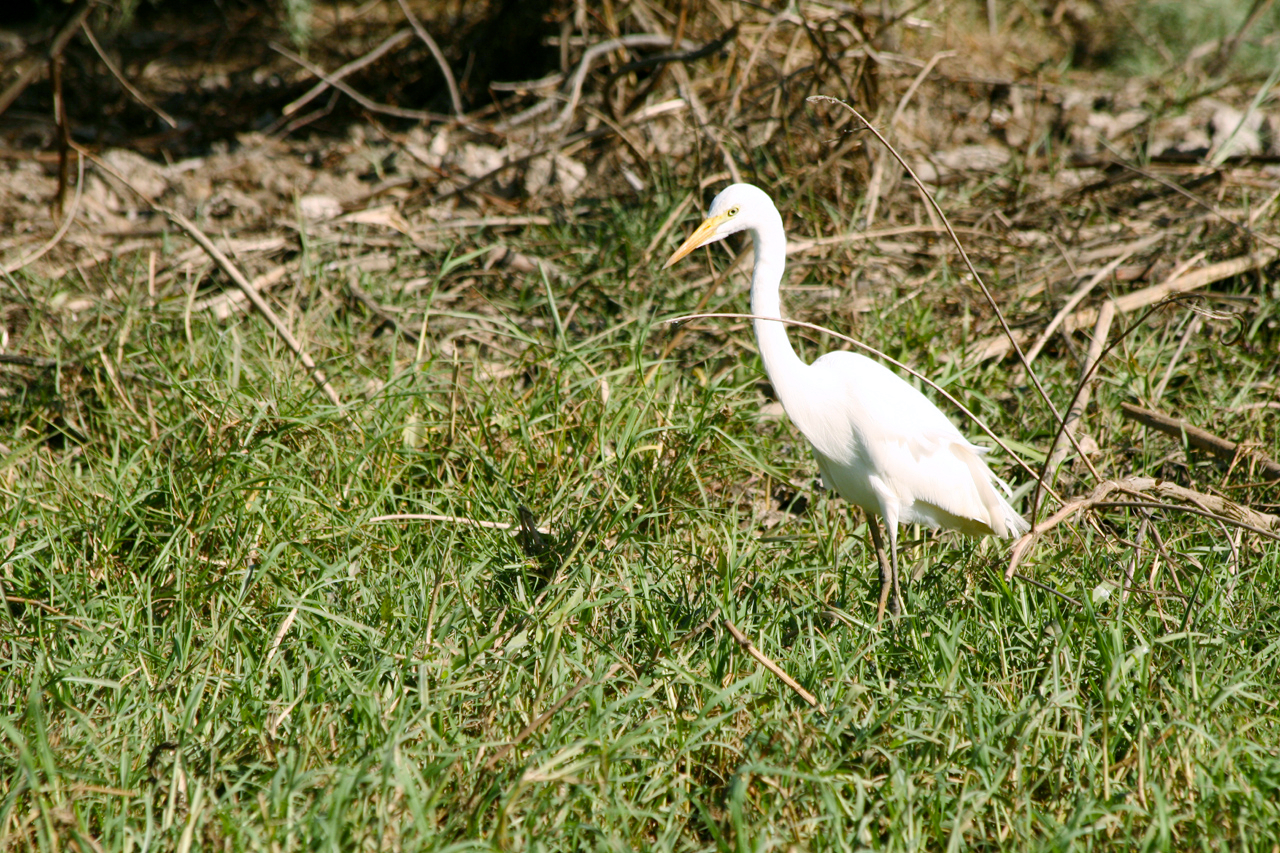

## Utbredning
Gulnäbbad häger förekommer i Afrika söder om Sahara, från Senegal österut till norra Sudan och söderut till Sydafrika, men undviker ökenområden och Kongobäckenet. Den har tillfälligt påträffats i Seychellerna och Kap Verdeöarna.

## Systematik
Fågeln betraktades tidigare som underart till mellanhäger (Ardea intermedia). Den urskiljs dock sedan 2014 som egen art av Birdlife International och IUCN, sedan 2023 även av eBird/Clements och IOC på basis av avvikande utseende. Tidigare placerades gulnäbbad häger i släktet Egretta eller i det egna släktet Mesophoyx, men DNA-studier visar på ett nära släktskap med Ardea.

## Levnadssätt
Gulnäbbad häger förekommer i en rad olika områden, men huvudsakligen inåt landet i våtmarksmiljöer med rikligt med vattenlevande växter. Den lever av fisk, vanligen fiskar kortare än 10 cm, som ål, abborrar av släktet Macquaria och sömnfiskar. Den tar också bland annat grodor, ormar och insekter. Häckningstiden varierar kraftigt efter område.

## Status och hot
Arten har ett stort utbredningsområde och tros öka i antal. Internationella naturvårdsunionen IUCN kategoriserar därför arten som livskraftig (LC). Världspopulationen uppskattas till mellan 25 000 och 100 000 vuxna individer.